# Tomornitsa
Tomornitsa (búlgaro: Томорница) é uma fortaleza medieval búlgara perto de Berati. Este é o último surto de resistência em 1018 antes da Bulgária ser subjugada ao Bizâncio.

A fortaleza foi destruída em 1467.